# Kazuki Tomokawa
Kazuki Tomokawa (友川かずき, Tomokawa Kazuki) est le nom de scène de Tenji Nozoki (及位 典司, Nozoki Tenji), né le 16 février 1950 dans la préfecture d'Akita. C'est un chanteur d'acid-folk et un poète japonais prolifique, actif sur la scène musicale japonaise depuis le début des années 1970. Il est souvent surnommé le « philosophe hurlant » en raison de sa façon particulière de chanter.
Il est le frère du poète japonais Satoru Nozoki.

## Biographie
Il commença à chanter à l'âge de vingt ans dans les clubs de Tōkyō, inspiré par Masato Tomobe, après avoir été garçon d'hôtel, manager d'une équipe de basket-ball, ou encore journalier. En 1970, il prend son nom de scène. Il est influencé dans un premier temps par le poète Chūya Nakahara (les albums Ore no Uchide Nariymanai Uta ainsi que Nakahara Chuya Sakuhinnshu ne sont qu'une mise en musique des textes de ce dernier) ainsi que par l'écrivain Osamu Dazai. Il se met ensuite à écrire des chansons pour la troupe de théâtre avant-gardiste Hamidashi Gekijo et est porté par le mouvement contestataire. Il refait plus tard surface sur le label mythique de rock psychédélique et de musique improvisée, PSF.
Sa musique a été utilisée dans les films des réalisateurs tels que Takashi Miike ou Koji Wakamatsu (principalement pour le film Cycling Chronicles: Landscapes the Boy Saw de ce dernier), et il apparaît également en personne dans le film de Miike Izo (2004).
Compagnon de route de Kan Mikami, Keiji Haino, ou encore Motoharu Yoshizawa, il réalise souvent des concerts avec eux et ceux-ci participent également de temps à autre sur ses albums. Sur ses derniers albums, il a fait appel à Masato Nagahata (mandoline, accordéon et piano), Toshiaki Ishizuka (percussion), tous deux présents dès l'album Maboroshi To Asobu (1994), et Taroh Kanai (guitare), qui lui arrive sur l'album Sora no Sakana (1999). Sur Inakamono No Kara Genki, son dernier album il chante seul.
Tomokawa est également connu pour son addiction à la boisson.

## Discographie
Les titres anglais sont ceux proposés sur le site officiel de Tomokawa.

### Albums studio
- Yatto Ichi Mai Me (titre anglais : Finally, The First Album), 1975
- Nikusei (titre anglais : A Natural Voice), 1976
- Senbazuru Wo Kuchini Kuwaeta Hibi (titre anglais : Clenching A SenbaZuru In My Mouth Day After Day), 1977
- Ore no Uchide Nariymanai Uta (titre anglais : Poems That Won’t Stop Crying From Within Me), 1978
- Sakura No Kuni No Chiru Naka O' (titre anglais : Within the Country of Falling Cherry Blossoms), 1980
- Umi shizuka, koe wa yami (titre anglais : Sea Is Silent, The Voice’s Soul Is Suffering), 1981
- Muzan No Bi (titre anglais : Beauty Without Mercy), 1986
- Hanabana no Kashitsu (titre anglais : Fault of Flowers), 1993
- Maboroshi To Asobu (titre anglais : Playing With Phantom), 1994
- Hitori Bon-Odoli (titre anglais : Dance A Bonodori Alone), 1995
- Zeiniku No Asa (titre anglais : Fat in The Morning Light), 1996
- Hoshi no Process (titre anglais : The Process of Stars), 1998 (3 CD : le premier est une compilation, le deuxième contient des chansons inédites jouées en concert, et le dernier est un album à part entière)
- Yume Wa Hibi Genki Ni Shinde Yuku (titre anglais : Day by Day Dreams Die With Blithe), 1998
- Sora no Sakana (titre anglais : Sky Fish), 1999
- Akai Polyan (titre anglais : Red Polyanthus), 2000
- Elise no me (titre anglais : The Eyes of Elise), 2001
- Kenshin no Ichigeki (titre anglais : A Blow by Kenshin), dédié au poète Kenshin Sumitaku[2]), 2002
- Satoru, 2005
- Nakahara Chuya Sakuhinnshu (titre anglais : Works of Chuya Nakahara), 2006 (ce CD est un réenregistrement de l'album Ore no Uchide Nariymanai Uta ; les chansons présentes sur ce disque sont identiques, seule l'orchestration et leur interprétation diffèrent)
- Blue Water, Red Water, 2008
- Inakamono No Kara Genki (titre anglais : A Bumpkin's Empty Bravado), 2009
- Aoi Aisupikku (titre anglais : Blue Icepick), 2010

### Concerts
- Inu (titre anglais : A Dog), 1979
- Live Manda-La Special, 1994
- GO-EN: Live In Nihon Seinenkan, concert réalisé avec Kan Mikami, 1995
- Shibuya Apia Document, 1995
- Live 2005 Osaka Banana Hall, 2005

### Compilations
- A Collection of Masterpieces [ou The Early Years], 1989 (compilation de chansons de ses trois premiers albums)
- Box, 2003, coffret limité à 600 copies, contenant les albums de Tomokawa sortis jusqu'alors, ainsi que 3 CD (une réédition de A Collection of Masterpieces [ou The Early Years]  et les albums Works of Chuya Nakahara et Satoru).
- Itsuka toku mite ta (titre anglais : Gazing Afar at One Time or Another), 2004 (compilation contenant des chansons inédites dont Pistol, utilisée dans le film Izo)
- Golden Best, 2004.

## Vidéographie
- Pistol, 2004, concert enregistré au Apia Folk Club de Tōkyō en 2003.
- Alchemy and PSF 20th Anniversary Promotional DVD(R), vidéo promotionnel pour le vingtième anniversaire des labels Alchemy et PSF (sur ce DVD figure également des artistes tels que Kan Mikami ou Keiji Haino)
- La Faute des Fleurs - a portrait of Kazuki Tomokawa réalisé par Vincent Moon, 2009, documentaire de 70 minutes sur Tomokawa, en japonais sous-titré anglais. Présenté au CPH:DOX (Copenhagen International Documentary Film Festival), il y reçut la récompense "Sound and vision award".